# Zanokcica opryszczkowa
Zanokcica opryszczkowa – zakażenie wału paznokciowego spowodowane przez wirusa opryszczki zwykłej. Zmiany są bolesne i ograniczają się do palców rąk. Rzadko infekcja może dotyczyć palców stopy albo oskórka paznokcia.  Zanokcica opryszczkowa może być wywołana przez infekcję wirusem HSV 1 albo HSV 2. Zanokcica wywołana przez wirusa HSV 1 często występuje u pracowników opieki medycznej, którzy mają kontakt z wirusem; dotyczy to przeważnie stomatologów i pracowników medycznych narażonych na kontakt z wydzielinami z jamy ustnej. Zanokcica opryszczkowa często dotyczy również niemowląt ssących kciuki z pierwotnym zakażeniem jamy ustnej przez wirus HSV 1 (samozakażenie) przed serokonwersją i u dorosłych w wieku 20–30 lat po kontakcie z okolicą narządów płciowych osób zakażonych wirusem HSV 2. Zastosowanie ogólnych środków ostrożności doprowadziło do zmniejszenia częstości występowania zanokcicy opryszczkowej u narażonej grupy zawodowej.

## Objawy
Mogą wystąpić objawy prodromalne takie jak pieczenie, świąd i mrowienie palca lub całej kończyny. Następnie pojawia się obrzęk, zaczerwienienie i bolesność uciskowa skóry zakażonego palca. Towarzyszyć temu może gorączka i powiększenie węzłów chłonnych. Początkowo powstają małe, jasne pęcherzyki, które następnie łączą się i ulegają zmętnieniu. Ból często wydaje się nieproporcjonalnie duży do objawów. Zmiany ulegają wyleczeniu zwykle w ciągu 2–3 tygodni.

## Leczenie
Chociaż zanokcica opryszczkowa jest chorobą samoograniczającą się, stosuje się leczenie przeciwwirusowe na zakażoną skórę, najczęściej acyklowir, który skraca czas trwania objawów. Przebijanie pęcherzyków albo chirurgicznie usunięcie martwych tkanek może pogorszyć stan poprzez wywołanie nadkażenia albo zapalenia mózgu.